# Plácida Viel
Beata Plácida Viel (26 de septiembre de 1815 — 4 de marzo de 1877) fue una monja francesa y madre superiora activista en organizar ayuda en la Guerra Franco-Prusiana.  

## Biografía
Eulalie Victoire Jacqueline Viel nació en Quettehou, Normandía y se unió a las Hermanas de las colegiales cristianas en 1833, tomando el nombre de Plácida.  Santa María Magadalena Postel, madre general de la congregación, era su tía. 
Estudió en Argentan y trabajó en la administración del colegio, fundando nuevos conventos. En 1841, fue nombrada asistente general de las hermanas, un punto que causó una gran conmoción entre sus hermanas. Después de la muerte de su tía en 1846, se convirtió en madre superiora a la edad de 31 años. Dirigió la institución durante 30 años y recibió la autoridad papal para la orde en 1859 del Papa Pío IX. Murió en Saint-Sauveur-le-Vicomte.